# Roman Karkosik
Roman Krzysztof Karkosik (* 9. Mai 1951) ist ein polnischer Unternehmer und Investor an der polnischen Börse. Gemäß einer jährlich aktualisierten Reichen-Liste in der polnischen Ausgabe der Zeitschrift Forbes gehört er im Jahr 2013 mit einem Vermögen von rund 600 Millionen Euro zu den zehn reichsten Polen. Im Jahr 2007 hatte ihn Forbes in der Reichenliste „The World's Billionaires“ auf Platz 557 der reichsten Menschen der Erde geschätzt.

## Leben
Karkosik stammt aus dem Dorf Czernikowo in der Nähe von Toruń und lebt heute in einem nahe gelegenen Herrenhaus in Kikół. Er ist mit Grażyna Karkosik verheiratet.
Im Jahr 1970 machte er seinen Schulabschluss an einem Technikum in Toruń. Hier hatte er eine Mechaniker-Fachausbildung für Maschinen der Zuckerindustrie erhalten. Ende der 1970er Jahre leitete er ein seiner Familie gehörendes Restaurant und eine Getränkeproduktion (Softdrink Oranżada). Im Jahr 1989 begann er mit der Herstellung von Drähten und Kabeln unter der Firmierung KARO – Roman Karkosik. Zur Gewinnung des für die Produktion notwendigen Metalls eröffnete er ein Netz von Altmetall-Ankaufstellen. Im Jahr 1991 begann Karkosik mit den Firmen Unibax und Unipet die Herstellung von PET-Flaschen. Seit 1993 ist er mit seiner Frau als Investor an der polnischen  Börse aktiv; Ende der 1990er Jahre begann er Anteile an dem in finanziellen Problemen steckenden Unternehmen Zakłady Chemiczne i Tworzyw Sztucznych Boryszew S.A. sowie an der Huta Oława S.A. zu kaufen. Seit dem Jahr 2005 ist das Ehepaar Mehrheitsaktionär bei der Boryszew, über die – jetzt als Holding organisiert – die börsennotierten Firmen Impexmetal S.A. (Stahlverarbeitung), Skotan S.A (Biokraftstoffe), Alchemia S.A. (Stahlproduktion) und Hutmen S.A. kontrolliert werden.
Ende des Jahres 2006 wurde Karkosik Großaktionär und Sponsor des Speedway-Sportvereins Klub Sportowy Toruń Unibax S.A. Im Jahr 2010 übernahm er die Maflow-Gruppe, einen polnischen Hersteller von Klimaanlagen und Zulieferer der Automobilindustrie. Im Jahr 2011 übernahm er die insolvente deutsche AKT Altmärker Kunststofftechnik und die ICOS GmbH, Muttergesellschaft der Unternehmen Theysohn Kunststoff GmbH aus Salzgitter und Theysohn Formenbau GmbH aus Langenhagen bei Hannover. Im Folgejahr akquirierte Karkosik dann auch noch den ebenfalls insolventen deutschen Autozulieferer Ymos mit zwei der vormals drei Produktionsstandorte.